# Phrynobatrachus afiabirago
Phrynobatrachus afiabirago é uma espécie de anfíbio anuros da família Phrynobatrachidae. Está presente no Gana. A UICN classificou-a como quase ameaçada.